# 바늘꼬리도요

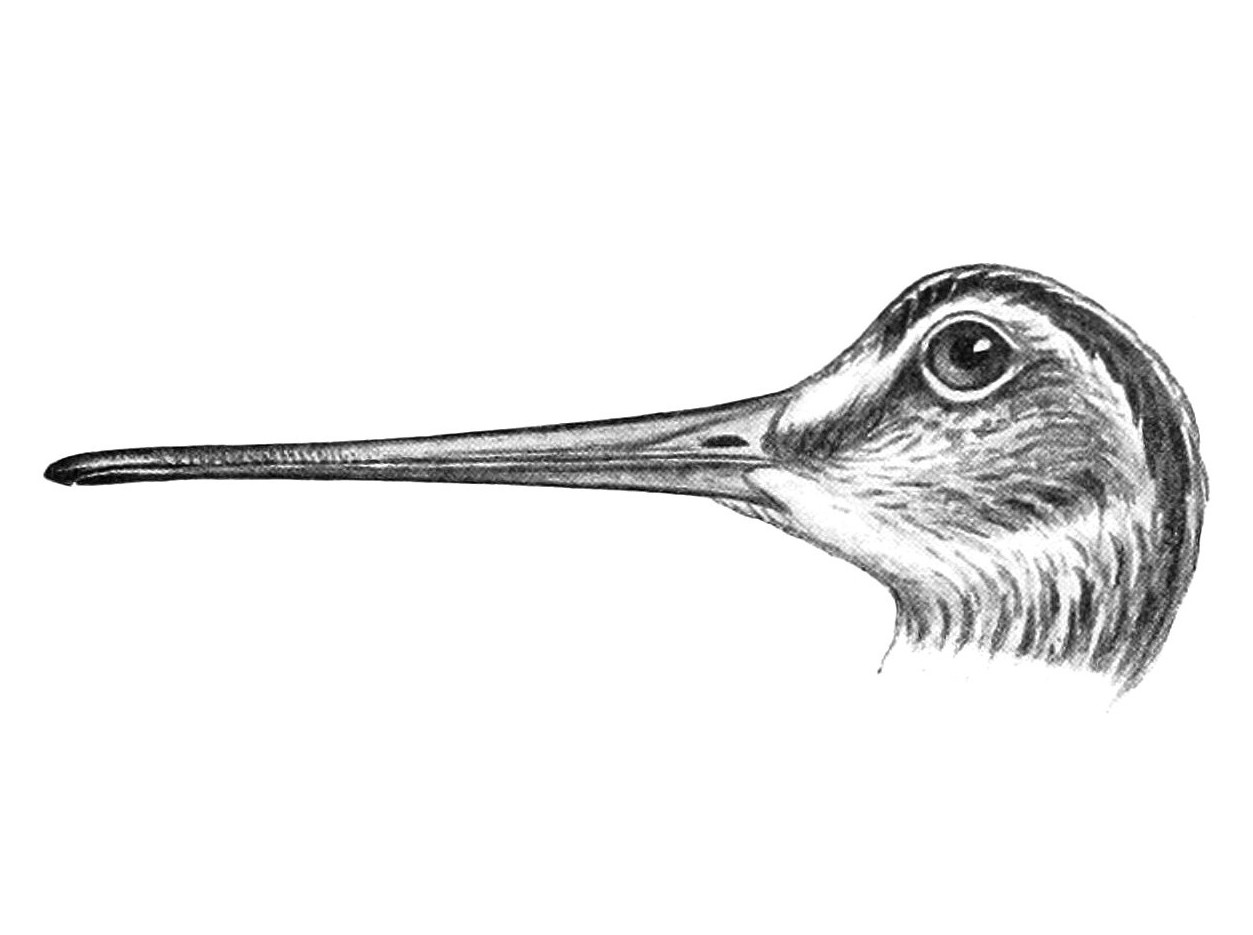
바늘꼬리도요의 머리와 부리

바늘꼬리도요(Gallinago stenura)는 도요과의 한 종이다.

## 분포
러시아 북부에서 주로 서식하며, 비번식기를 보내기 위해 파키스탄에서 인도네시아까지의 남아시아 지역으로 이동한다. 인도 남부, 스리랑카, 동남아시아 대부분의 지역에서 가장 흔하게 찾을 수 있는 철새인 도요새다. 오스트레일리아 서북부와 북부, 동아프리카의 케냐에서 길잃은새로 발견되기도 한다.

## 서식
번식기의 서식지는 습지와 북극, 러시아 북부 지역의 툰드라 지대이다. 비번식기에는 흔히 꺅도요와 함께 다양한 종류의 습지에서 서식한다. 바늘꼬리도요는 동족의 다른 새들에 비해 더 건조한 지대에서 서식한다. 둥지는 보통 땅 위에 숨겨서 짓는다.
진흙이나 부드러운 흙 등에서 먹이를 찾아 먹는다. 주로 곤충이나 지렁이, 식물 등을 먹는다.

## 특징
몸 길이는 25~27 cm이다. 성체는 짧은 녹회색 다리와 긴 일자형 검은색 부리를 가진다. 윗부분은 갈색 부분이 있어 얼룩덜룩한 모습이고, 등 부분에는 크림색 줄무늬가 있다. 아랫부분은 옅은 색인데 줄무늬가 있는 담황색 가슴과 흰색 배를 가진다. 눈 양옆으로 어두운 줄무늬가 있고, 그 줄무늬 위아래로는 흰색 줄무늬가 있다. 암수의 모습이 비슷하며, 어린 개체들은 깃털의 세세한 부분에서 성체와 작은 차이가 있다.
수컷 바늘꼬리도요는 흔히 무리를 지어 구애 행동을 한다. 구애 활동 때에는 큰 소리로 반복하여 울음소리를 내며, 바늘 모양의 꼬리깃을 사용하여 비행 중 휘파람 같은 소리를 낸다.

## 참고 문헌
- Gallinago stenura. 미국 통합 분류학 정보 시스템 (ITIS).
- Gallinago stenura: Pin-tailed Snipe. 오스트레일리아 캔버라 환경부. 2016